# Mil Mi-28
Mil Mi-28 (NATO oznaka 'Havoc') je ruski dvomotorni jurišni helikopter zasnovan v biroju Mil. Helikopter je sposoben bojnih misij ne glede na vreme in čas dneva. Mi-28 je povsem jurišni helikopter za razliko od predhodnika Mil Mi-24, ki je imel sposobnost prevažanja 8 vojakov. 
Delo na Mi-28 se je začelo leta 1980 pod vodstvom Marata Tiščenka. Prototip je prvič poletel 10. novembra 1982. Oktobra 1984 so Sovjetske letalske sile naročile  Kamov Ka-50 kot novi protitankovski helikopter. Delo na Mi-28 se je kljub temu nadaljevalo. Decembra 1987 so odobrili serijsko proizvodnjo v obratu Rosvertol na Rostovu na Donu
Januarja leta 1988 je poletel Mi-28A prototip z močnejšimi motorji in repnim rotorjem tipa "X" namesto trikrakega. Mi-28A program so preklicali, ker ni bil tako sposoben kot Ka-50 in ni imel vsevremenskih sposobnosti.
Mi-28N (N pomeni noč) so predstavili leta 1995 in je prvič poletel 14. novembra 1996. Največja razlika je radar nameščen na glavnim rotorjem podobno kot AH-64D Apache Longbow. Mi-28N ima oborožitvene sisteme, kot so FLIR, Tor sistem in TV vodene rakete. Drug prototip z izboljšanim rotorjem je bil predstavljen marca 2004.
Leta 2003 je vodja Ruskih letalskih sil objavil, da bodo kupili in operirali oba helikopterja Mi-28N in Ka-50.
Prvi serijski Mi-28N je bil dobavljen 5. junija 2006..
Mil je razvil izvozno različico Mi-28NE' in osnovni Mi-28D brez radarja in FLIR sistema.
Mil Mi-40 je večnamenska verzija Mi-28, ki bi imela sposobnost prevažanja vojakov in tovora. Mi-40 naj bi bil naslednik Mil Mi-24 in jurišnih verzij Mi-8
Imela naj bi dva turbogredna motorja Klimov TV3-117 (vsak 1863 KM), štirikraki glavni rotor, štirkaraki delta H repni rotor in uvlačljivo pristajalno podvozje tipa tricikel

## Tehnične specifikacije(Mi-28N)
- Posadka: 1 pilot (zadaj), 1 navigator/operater orožja(spredaj)
- Dolžina: 17,91 m (58 ft 9 in)
- Premer rotorja: 17,20 m (56 ft 5 in)
- Višina: 3,82 m (12,5 ft (150 in))
- Površina rotorja: 232,35 m² (2 501 ft²)
- Prazna teža: 7 890 kg (17 400 lb)
- Naložena teža: 10 500 kg (23 150 lb)
- Maks. vzletna teža: 11 700 kg (25 800 lb)
- Motorji: 2 × Klimov TV3-117/VK-2500 turbogredni, 1 636 kW /1 985 kW  (2 194 KM / 2 700 KM) vsak

- Maks. hitrost: 324 km/h (175 vozlov, 201 mph)
- Potovalna hitrost: 265 km/h (145 vozlov, 168 mph)
- Dolet: 435 km (234 nmi, 270 mi)
- Bojni radij: 200 km (108 nmi, 124 mi)
- Največji dolet: 1,105 km (595 nmi, 685 mi)
- Višina leta (servisna): 4 950 m (16 250 ft)
- Hitrost vzpenjanja: 13,6 m/s (816 m/min, 2,677 ft/min)

- Orožje:
- Top: 1×  30 mm Šipunov 2A42 z 250 naboji
- Nosilci za orožje:
- Protitankovska raketa Ataka-V
- Protitankovska raketa 9K118 Sheksna
- Protitankovska raketa 9A-2200
- S-8 rakete
- S-13 rakete
- Dva topa 23 mm Gsh-23L
- Rakete zrak-zrak Igla-V in Vympel R-73
- KMGU-2